# Posadnik
Posadnik (ros. посадник) – urzędnik książęcy na średniowiecznej Rusi (X-XV w.), sprawujący z ramienia panującego namiestnictwo administracyjne, wojskowe, skarbowe i sądowe na określonym terytorium, z siedzibą w ośrodku grodowym. W Nowogrodzie Wielkim XII-XV w. urząd posadnika, elekcyjny, był najważniejszym stanowiskiem państwowym.